# Silabarul Inuktitut

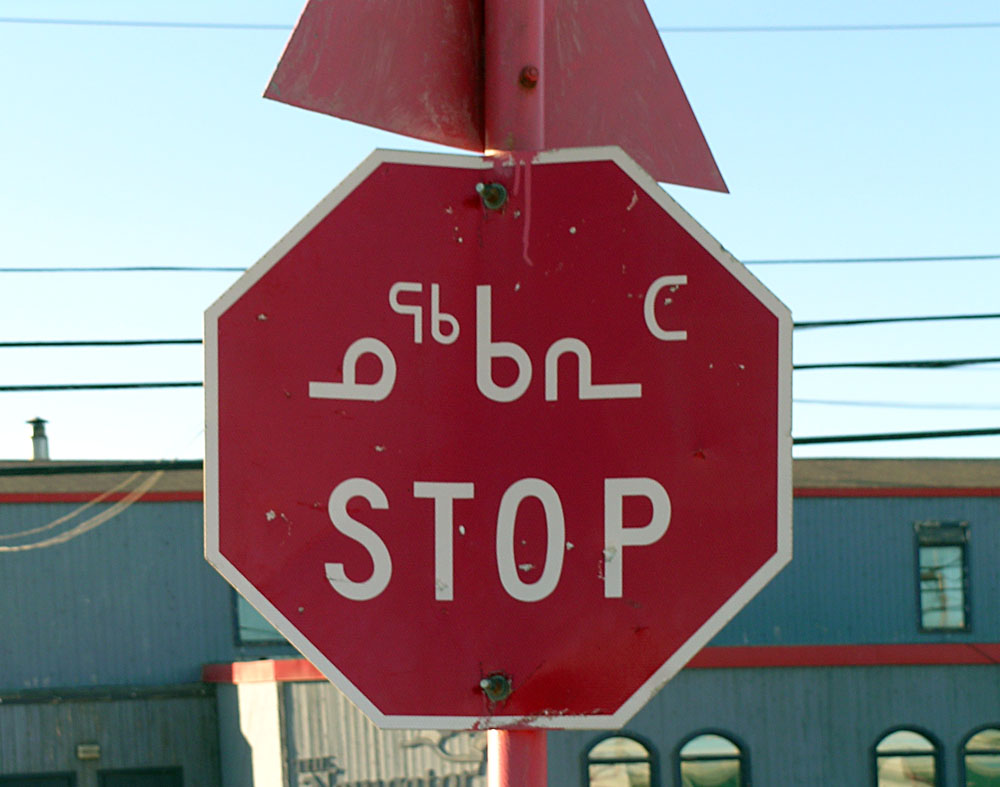
Un semn de stop din Nunavut, care e scris atât în alfabetul latin, cât și în silabarul inuktitut. ᓄᖅᑲᕆᑦ se transliterează ca nuqqarit.

Silabarul Inuktitut (în inuktitută: ᖃᓂᐅᔮᖅᐸᐃᑦ [qaniujaːqpaˈit] sau ᑎᑎᕋᐅᓯᖅ ᓄᑖᖅ [titiʁauˈsiq nuˈtaːq]) este un abugida care e folosit în Canada de vorbitorii de inuktitut din teritoriul Nunavut și în regiunea Nunavik din Quebec. În 1976, Comisia Limbilor a Institutului Cultural Inuit a făcut abugidaul inuktitut sistemul de scriere co-oficial al limba inuktitută, împreună cu alfabetul latin.
Qaniujaaqpait derivă din rădăcina qaniq care înseamnă gură; opusul lui e Qaliujaaqpait (ᖃᓕᐅᔮᖅᐸᐃᑦ), termen care înseamnă alfabetul latin (termen derivat din qaliit, un cuvânt care descrie marcarea sau a măcina pietre).

## Litere
Sistemul de scriere inuktitut este prezentat de obicei ca un silabar. Punctele de pe grafemele din tabelul de mai jos marcheză vocalele lungi; în locul în care ele sunt transliterate cu alfabetul latin, fiecare vocală e dublată.
Notă: o imagine a tabelului e de asemenea disponibilă.
| Scurtă | Transliterare |  | Scurtă | Lungă | Transliterare |  | Scurtă | Lungă | Transliterare |  | Scurtă | Lungă | Transliterare |  | Formă finală | Transliterare |
| ------ | ------------- |  | ------ | ----- | ------------- |  | ------ | ----- | ------------- |  | ------ | ----- | ------------- |  | ------------ | ------------- |
| ᐁ      | ai            |  | ᐃ      | ᐄ     | i             |  | ᐅ      | ᐆ     | u             |  | ᐊ      | ᐋ     | a             |  | ᐦ            | h             |
| ᐯ      | pai           |  | ᐱ      | ᐲ     | pi            |  | ᐳ      | ᐴ     | pu            |  | ᐸ      | ᐹ     | pa            |  | ᑉ            | p             |
| ᑌ      | tai           |  | ᑎ      | ᑏ     | ti            |  | ᑐ      | ᑑ     | tu            |  | ᑕ      | ᑖ     | ta            |  | ᑦ            | t             |
| ᑫ      | kai           |  | ᑭ      | ᑮ     | ki            |  | ᑯ      | ᑰ     | ku            |  | ᑲ      | ᑳ     | ka            |  | ᒃ            | k             |
| ᒉ      | gai           |  | ᒋ      | ᒌ     | gi            |  | ᒍ      | ᒎ     | gu            |  | ᒐ      | ᒑ     | ga            |  | ᒡ            | g             |
| ᒣ      | mai           |  | ᒥ      | ᒦ     | mi            |  | ᒧ      | ᒨ     | mu            |  | ᒪ      | ᒫ     | ma            |  | ᒻ            | m             |
| ᓀ      | nai           |  | ᓂ      | ᓃ     | ni            |  | ᓄ      | ᓅ     | nu            |  | ᓇ      | ᓈ     | na            |  | ᓐ            | n             |
| ᓭ      | sai           |  | ᓯ      | ᓰ     | si            |  | ᓱ      | ᓲ     | su            |  | ᓴ      | ᓵ     | sa            |  | ᔅ            | s             |
| ᓓ      | lai           |  | ᓕ      | ᓖ     | li            |  | ᓗ      | ᓘ     | lu            |  | ᓚ      | ᓛ     | la            |  | ᓪ            | l             |
| ᔦ      | jai           |  | ᔨ      | ᔩ     | ji            |  | ᔪ      | ᔫ     | ju            |  | ᔭ      | ᔮ     | ja            |  | ᔾ            | j             |
| ᕓ      | vai           |  | ᕕ      | ᕖ     | vi            |  | ᕗ      | ᕘ     | vu            |  | ᕙ      | ᕚ     | va            |  | ᕝ            | v             |
| ᕃ      | rai           |  | ᕆ      | ᕇ     | ri            |  | ᕈ      | ᕉ     | ru            |  | ᕋ      | ᕌ     | ra            |  | ᕐ            | r             |
| ᙯ      | qai           |  | ᕿ      | ᖀ     | qi            |  | ᖁ      | ᖂ     | qu            |  | ᖃ      | ᖄ     | qa            |  | ᖅ            | q             |
| ᙰ      | ngai          |  | ᖏ      | ᖐ     | ngi           |  | ᖑ      | ᖒ     | ngu           |  | ᖓ      | ᖔ     | nga           |  | ᖕ            | ng            |
|        |               |  | ᙱ      | ᙲ     | nngi          |  | ᙳ      | ᙴ     | nngu          |  | ᙵ      | ᙶ     | nnga          |  | ᖖ            | nng           |
|        |               |  | ᖠ      | ᖡ     | łi            |  | ᖢ      | ᖣ     | łu            |  | ᖤ      | ᖥ     | ła            |  | ᖦ            | ł             |